# Koei Kogyo
Koei Kogyo (光栄工業) war ein japanischer Hersteller von Automobilen.

## Unternehmensgeschichte
Das Unternehmen hatte seinen Sitz in Nishinomiya. 1951 begann die Produktion von Nutzfahrzeugen. 1954 kamen Personenkraftwagen dazu. Sie gehörten der Kei-Car-Klasse an. Der Markenname lautete Right Pony. 1954 endete die Produktion.

## Fahrzeuge
Alle Modelle hatten einen zugekauften Einzylindermotor von Mitsubishi Motors.
Alle Nutzfahrzeuge waren Dreiräder. Das einzelne Vorderrad war mit Motor und Antrieb verbunden und großzügig verkleidet. Der hintere Teil des Fahrzeugs beinhaltete den Sitz für den Fahrer und je nach Ausführung eine offene oder geschlossene Ladefläche, teils mit Sitzen. Die Vorderradgabel verband die beiden Fahrzeugteile. Von 1951 bis 1952 gab es ein Modell ohne genauere Modellbezeichnung. Es hatte einen Motor mit 148 cm³ Hubraum und 3 PS Leistung. 1952 wurde daraus der 52 und 1953 der 53. 1952 ergänzte ein größerer Einzylindermotor mit 175 cm³ Hubraum und 4 PS das Sortiment, dessen Leistung 1953 auf 5,2 PS stieg. Die Fahrzeuge hatten 178 cm Radstand und waren 291 cm lang. 1954 wurde daraus der BM. Der kleinere Motor entfiel.
Außerdem erschien 1954 der CM als Pkw. Es war ein Nachbau des Bond Minicar, also ebenfalls ein Dreirad mit vorderem Einzelrad. Das Heck konnte Ware oder Sitze aufnehmen. Das Verdeck konnte in vier Stellungen gebracht werden: Alles geschlossen, Fahrgastraum geschlossen, Fond geschlossen, komplett offen. Anstelle von seitlichen Türen gab es Vorhänge. Motor, Radstand und Fahrzeuglänge entsprachen dem BM. Eine andere Quelle ergänzt 200 kg Leergewicht.